# Campionati mondiali di judo maschile 1958
I Campionati mondiali di judo 1958 si sono svolti a Tokyo (Giappone) il 29 e 30 novembre 1958. Questa è stata la seconda edizione dei mondiali di judo , e si è disputata solo la categoria open. Ai campionati erano presenti 18 nazioni per un totale di 39 atleti, ogni nazione poteva presentare un massimo di tre judaka. Vincitore assoluto fu il giapponese Koji Sone.

## Risultati

### Uomini
Di seguito i medagliati di questa edizione:
| Evento | Oro       | Argento       | Bronzo                              |
| Open   | Koji Sone | Akio Kaminaga | Bernard Pariset Kimiyoshi Yamashiki |

### Medagliere
| Posizione | Paese    | Oro | Argento | Bronzo | Totale |
| --------- | -------- | --- | ------- | ------ | ------ |
| 1         | Giappone | 1   | 1       | 1      | 3      |
| 2         | Francia  | 0   | 0       | 1      | 1      |